# Лю Чан (Південна Хань)
Лю Чан (кит.: 劉鋹; піньїнь: Liú Chǎng; 942–980) — останній правитель Південної Хань періоду п'яти династій і десяти держав.

## Життєпис
Був старшим сином і спадкоємцем Лю Шена. Після сходження на престол він залишив при владі найвпливовіших євнухів, одночасно запровадивши правило кастрації для тих, хто бажав стати чиновником при його дворі.
Лю Чан практично не займався державними справами, більшість часу віддаючи своїм наложницям. Також він любив витрачати значні кошти на оздоблення своїх палаців.
972 року його держава занепала під тиском династії Сун.